# Charleroi-Central
Charleroi-Central (do 10 grudnia 2022 Charleroi-Sud, Charleroi-Zuid) – stacja kolejowa w Charleroi, w prowincji Hainaut, w Belgii. Znajduje się tu 6 peronów.